# Frans Wiertz
Franciscus "Frans" Jozef Maria Wiertz (ur. 2 grudnia 1942 w Kerkrade) – holenderski duchowny katolicki, biskup Diecezji Roermond w latach 1993–2017.

## Życiorys
Święcenia kapłańskie otrzymał 30 marca 1968. 
10 lipca 1993 papież Jan Paweł II mianował go biskupem diecezji Roermond. Sakry biskupiej udzielił mu kard. Adrianus Simonis.
2 grudnia 2017 przeszedł na emeryturę. 